# Rosario-Santa Fe de 1965
La 28ª edición de la Rosario-Santa Fe tuvo lugar el 9 de mayo de 1965 y fue organizada por la Sociedad Ciclista de Veteranos, que tomaron la organización tras 4 años que no se realizaba, contaba con un recorrido que fue con la largada desde Plaza Alberdi de Rosario, San Lorenzo, Maciel, Barrancas, Arocena, Gálvez, San Carlos Sur, Centro y Norte, Santo Tomé, Santa Fe con llegada en el Parque del Sur, totalizando una distancia de 200 kilómetros.

## Lista de Inscriptos
Un total de 39 de competidores largaron la carrera. Entre ellos los siguientes: